# Novalis-Stiftung
Die Novalis-Stiftung „Wege wagen mit Novalis“ wurde am 25. März 2001, dem 200. Todestag von Georg Philipp Friedrich von Hardenberg (Novalis), gegründet. Die  rechtsfähige private Stiftung des bürgerlichen Rechtes hat ihren Sitz auf Schloss Oberwiederstedt in Wiederstedt, Landkreis Mansfeld-Südharz in Sachsen-Anhalt. Die Satzung entspricht den steuerlichen Anforderungen der Gemeinnützigkeit.

## Zweck
Die Förderung von Kunst und Kultur, Wissenschaft und Forschung sowie der soziokulturellen und sozialpädagogischen Bildung auf der Grundlage des Menschen- und Weltbildes von Novalis. Die Novalis-Stiftung „Wege wagen mit Novalis“ ist seit 2001 Partner des Landkreises Mansfeld-Südharz im Hinblick auf die Unterhaltung der Forschungsstätte für Frühromantik und des Novalis-Museums in Schloss Oberwiederstedt.